# Fentress County
Fentress County je okres amerického státu Tennessee založený v roce 1823. Správním střediskem je město Jamestown.

## Sousední okresy
| Růžice kompasu |                | Pickett County    |               | Růžice kompasu |
| Růžice kompasu | Overton County | Sever             | Scott County  | Růžice kompasu |
| Růžice kompasu | Overton County | Fentress County   | Scott County  | Růžice kompasu |
| Růžice kompasu | Overton County | Jih               | Scott County  | Růžice kompasu |
| Růžice kompasu | Putnam County  | Cumberland County | Morgan County | Růžice kompasu |